# Cotoneaster subacutus
Cotoneaster subacutus är en rosväxtart som beskrevs av Antonina Ivanovna Pojarkova. Cotoneaster subacutus ingår i släktet oxbär, och familjen rosväxter. Inga underarter finns listade i Catalogue of Life.